# Torgny Håstad
Torgny Håstad, född 1943, är svensk jurist som var justitieråd i Högsta domstolen 1998–2011.

## Biografi
Torgny Håstad blev jur.kand. 1967, jur.dr 1973 och professor i civilrätt 1976, allt vid Uppsala universitet.
Håstad är författare till åtskilliga juridiska monografier, främst inom kontraktsrätt, insolvensrätt och sakrätt.
Håstad är ledamot av  Kungliga Vetenskapssamhället i Uppsala sedan 1990 och 
Kungliga Vetenskapsakademien. Torgny Håstad var från 1994 styrelseledamot och 2003–2011 ordförande i Svenska Turistföreningen.

### Familj
Han är son till Elis Håstad, bror till Disa Håstad, morbror till Elsa Håstad och mormors bror till rapparen Yung Lean.